# Andrea Contarini
Andrea Contarini (Venezia, 1300/1302 – Venezia, 5 giugno 1382) è stato il 60º doge della Repubblica di Venezia dal 20 gennaio 1368 fino alla sua morte.
Dopo una giovinezza scapestrata, in età matura mise la testa a posto e divenne, nonostante egli stesso fosse contrario alla nomina, doge della sua città. Il dogato del Contarini fu uno dei più importanti: se il dogato di Pietro II Orseolo fu quello dello sviluppo di Venezia e quello di Enrico Dandolo quello del passaggio della città da piccolo stato ad impero, quello del Contarini fu quello che vide la città coinvolta nella Guerra di Chioggia (1378 – 1381) e consacrata definitivamente come dominatrice incontrastata dei mari per i successivi secoli.
La guerra, che ridimensionò le aspirazioni di Genova come potenza militare egemone nel Mediterraneo, permise infatti ai lagunari di recuperare le sue rotte commerciali e di avere un secondo sviluppo economico, dopo il primo della prima metà del XIV secolo.

## Biografia

### Origine
Figlio di Nicolò e con ben cinque fratelli, Contarini apparteneva ad una ricca e nobile famiglia che stava pian piano ponendo le basi per dominare la vita pubblica veneziana, compito che si sarebbe felicemente completato nel XVII secolo.
Durante la giovinezza aveva viaggiato come mercante e, secondo le cronache, un mendicante gli aveva predetto il dogato nel quale però, secondo la profezia, vi sarebbero state enormi disgrazie. Vera o falsa che fosse questa leggenda il Contarini durante la sua giovinezza non mostrò particolare rigore morale, come ci si potrebbe aspettare da un futuro importante uomo di stato ma, anzi, con gli amici spesso frequentava bordelli e persino conventi dove aveva numerose amanti.
Secondo l'ennesima leggenda (la storia del Contarini ne è costellata) cambiò il suo comportamento quando mentre stava per fare l'amore con una monaca, vide al suo dito un anello da sposa: la donna, avendogli risposto che era una fede essendo essa sposa di Cristo, lo turbò a tal punto da farlo scappare dal convento.
Tornando a casa, narra la leggenda, un crocefisso fece un cenno d'assenso al "figliol prodigo" in segno di ringraziamento per il suo comportamento. Da quel momento sarebbe tornato ad esser un buon padre di famiglia sposando una certa Costanza da cui ebbe quattro figli.
La leggenda si conclude qui ed omette di dire che, probabilmente, questa fede ritrovata non durò troppo a lungo visto che risulta almeno un figlio illegittimo.
A prescindere dalla sua vita privata, assai turbolenta, fu un buon amministratore anche se prese un'ammenda per esser rientrato prima del tempo da una missione a Creta senza fornire una vera spiegazione se non generiche "ragioni personali".
Secondo lo storico Claudio Rendina «francamente viene il sospetto che il Contarini di meriti ne avesse ben pochi prima d'arrivare al dogato».
Eppure lo stesso Contarini aveva sempre rifiutato l'idea del dogato, forse spaventato dalla profezia. Se nel 1361 e nel 1365 era riuscito ad evitare di essere eletto il 20 gennaio 1368, nonostante la sua richiesta d'esser escluso, 25 dei 41 elettori votarono per lui e lo elessero doge.

### Il dogato
Contarini, affatto soddisfatto, rintracciato nella sua villa vicino a Padova, fu "invitato" ad accettare previa alternativa di bando eterno e confisca dei beni.
Diventato così doge la profezia iniziò pian piano a prender consistenza ed il suo dogato divenne presto molto travagliato. Dapprima, nel 1368 scoppiò la guerra contro Trieste; la città venne assediata e costretta alla resa. Dal 1370, poi, Venezia dovette fronteggiare i maneggi dei Carraresi, signori di Padova, desiderosi di abbattere la forza del fastidioso vicino.
Prima i Carraresi inviarono un frate ad organizzare una rete di spionaggio e poi, quest'ultimo preso e giustiziato, contattarono un tal Bartolomeo Grataria che, con profondo astio verso i veneziani, pensò d'avvelenare i pozzi cittadini. Il 2 luglio 1372 la congiura, estesa anche ad alcune prostitute e qualche personaggio di secondo piano, venne svelata e furono tutti giustiziati.
La pace coi Carraresi fu siglata il 2 ottobre 1373 dopo un solenne atto d'umiliazione di Francesco Novello da Carrara.
Nello stesso periodo anche il re d'Ungheria, ansioso di ampliare i suoi domini, attaccò la città ma con scarso successo e l'anno dopo fu costretto alla pace. La situazione per la città lagunare era ogni anno più grave: l'entroterra era in mano ai Carraresi, la Dalmazia agli ungheresi, i mari insidiati da Genova.
L'esplosione di violenza era inevitabile. Il 10 ottobre 1373, a Famagosta, nell'isola di Cipro, durante un banchetto, i residenti veneziani e genovesi vennero alle mani e questi ultimi ebbero la peggio; Genova, furiosa col re locale, inviò una flotta a saccheggiare e conquistare le basi navali locali.
Venezia, dapprima passiva, non poté tenere questo comportamento a lungo. L'ennesima guerra veneto–genovese stava per approssimarsi e Genova sentiva d'esser in netto vantaggio sull'avversaria: Venezia era in crisi economica, circondata da nemici, senza alleati, ed era stata sconfitta nelle ultime guerre. Il periodo 1374–1378 fu trascorso nella febbrile attività di preparazione della guerra che, questa volta, sarebbe stata decisiva per la sopravvivenza come grande potenza delle due città. Le disgrazie pronosticate dal mendicante si stavano avvicinando per Andrea Contarini.

### La guerra di Chioggia
I genovesi, organizzata una flotta al comando di Luigi Fieschi, saccheggiarono la Grecia e le colonie veneziane invitando i nemici all'attacco cosa che, il 30 maggio 1378, venne prontamente fatta dall'ammiraglio veneziano Vettor Pisani.
Venezia vinse, ma venne subito costretta a ritirarsi dal giungere in Adriatico d'una seconda e più potente flotta guidata dall'abilissimo Luciano Doria.
Il 7 maggio 1379, davanti alla base di Pola, la disfatta fu totale. La notizia, recata da un balestriere che aveva nuotato dalla costa istriana a quella veneta, mise nel panico la città. Il Pisani venne incarcerato, la flotta riorganizzata ma ormai era tardi: caddero Chioggia, Malamocco, Poveglia, Sant'Erasmo.
Le derrate alimentari erano bloccate, gli ungheresi attaccavano in Istria. La fine della Repubblica era vicina e non è difficile immaginare i sentimenti e l'amarezza del Contarini, prossimo agli ottanta e memore della profezia.
Eppure, quando tutto pareva perduto, la città ritrovò fede in sé stessa. Il 18 agosto 1379, con una mossa disperata in cui la nobiltà giunse a chiedere consiglio al popolo affollato in piazza, venne liberato Vettor Pisani e gli furono affidate le ultime 40 galee.
Lo stesso Contarini prese il comando di alcune unità nonostante l'età. La riscossa giunse grazie alla forza della disperazione e, alla fortunosa circostanza che le navi genovesi non erano abili a muoversi nelle acque basse e paludose della laguna dopo lunghi combattimenti che portarono ad una situazione di stallo, il 22 dicembre 1379 si riuscì ad isolare Chioggia ed assediare i genovesi. Il Doria, quasi in un repentino cambio della sorte, venne ucciso per caso nel gennaio 1380 e la città stessa cadde il 24 giugno 1380.
La disfatta pesò sui genovesi che sbandarono e si ritirarono. La guerra, passato il momento decisivo, proseguì con scorrerie e piccole battaglie d'esito alterno. Gli avversari, prostrati e senza più speranze di vittorie l'un sull'altro, si decisero finalmente ad accettare una mediazione ed un compromesso sancito dalla Pace di Torino (1381): Venezia perdeva i diritti sulla Dalmazia, Treviso e Conegliano, Tenedo, le concessioni commerciali sul mar Nero. Era una mezza sconfitta ma presto si mutò in trionfo.
Genova, esausta ed amareggiata, finì in decadenza e presto smise di esser un vero problema: aveva avuto in pugno la sua rivale ma aveva perso tutto in pochi mesi.

### Gli ultimi anni
Il Contarini, dopo le tensioni e i continui incoraggiamenti con cui aveva risollevato gli animi dei suoi sudditi, ormai era vecchio e stanco. Aveva dimostrato d'esser un grande doge ed aveva ampiamente superato i cattivi auspici pronosticati anni prima. Il 4 settembre 1381 le 30 famiglie che avevano offerto più denaro alla Repubblica per la prosecuzione della guerra furono accolte per meriti in Maggior Consiglio.
Il Contarini, malato, si godé quegli ultimi anni in cui, peraltro, l'economia era stata semidistrutta dal conflitto. Il 5 giugno 1382 moriva, poco oltre il tramonto, uno dei più importanti dogi della Repubblica che, con le sue gesta in età matura, s'era fatto perdonare ogni peccato di gioventù.